# Microvalgus sulphureus
Microvalgus sulphureus är en skalbaggsart som beskrevs av Thierry Bourgoin 1921. Microvalgus sulphureus ingår i släktet Microvalgus och familjen Cetoniidae. Inga underarter finns listade i Catalogue of Life.